# Marceau Fourcade
Marceau Roger Fourcade (* 26. Januar 1905 in Annaba, heute Algerien; † unbekannt) war ein französischer Ruderer.

## Biografie
Marceau Fourcade nahm an den Olympischen Sommerspielen 1936 in Berlin teil. Zusammen mit Georges Tapie startete er im Zweier mit Steuermann. Als Steuermann der beiden Athleten fungierte der zwölfjährige Noël Vandernotte. Die Crew konnte die Bronzemedaille gewinnen.